# Los niños de Leningradsky
Los niños de Leningradsky (en polaco Dzieci z Leningradzkiego) es un documental corto polaco del 2005 dirigido por Andrzjei Celinski y Hanna Polak. Fue nominado al Óscar al mejor documental corto.

## Argumento
La narración al inicio del documental cuenta que tras la disolución de la Unión Soviética entre 1 y 4 millones de niños rusos se quedaron sin hogar y que aproximadamente 30.000 de ellos viven en las estaciones de metro de Moscú. La película sigue a un grupo de niños de entre ocho y 14 años durante su vida diaria en la Estación de trenes de Leningradsky. Misha, uno de los niños, dice que su padre no le aceptó como hijo y que por eso le llevaron a un orfanato con dos años. Roma, de 12 años, cuenta como apuñaló dos veces a su padre en la barriga porque sus padres se emborrachaban y le pegaban. Una chica de 14 años, Yula, cuenta que se fue de casa con 11 años porque había sido violada y su madre, en lugar de ir a juicio, prefirió aceptar un dinero y gastarlo en droga. Sergiosha y sus hermanos se refugian entre las tuberías de agua caliente en las alcantarillas durante el invierno mientras otros duermen en los trenes o en la estación. La mayoría de las chicas y algunos chicos se prostituyen para conseguir dinero para comida, ropa y pegamento. Todos ellos están enganchados a inhalar pegamento, beben vodka durante el día y duermen en casas vacías. Un policía pega a uno de los niños y le vacía sobre la cara y la cabeza un bote de pegamento. Los niños se pelean con mendigos adultos a los que menosprecian llamándolos holgazanes. Cuentan también como violaron y asesinaron a otro niño y como la policía les pegó y les arrestó durante 48 horas aunque no tuvieran nada que ver con lo ocurrido. Una de las últimas escenas muestra el emotivo funeral de una de las chicas, Tanya, que murió de sobredosis de pegamento un día antes de su decimocuarto cumpleaños. El documental termina con Misha, de 13 años, diciendo: «Dios cree en la gente y la ayuda. Quiere a todo el mundo, incluso a las malas personas, no sólo a los rusos. Hasta quiere a los chechenos pero, sobre todo, quiere a los niños».